# Carga de disco

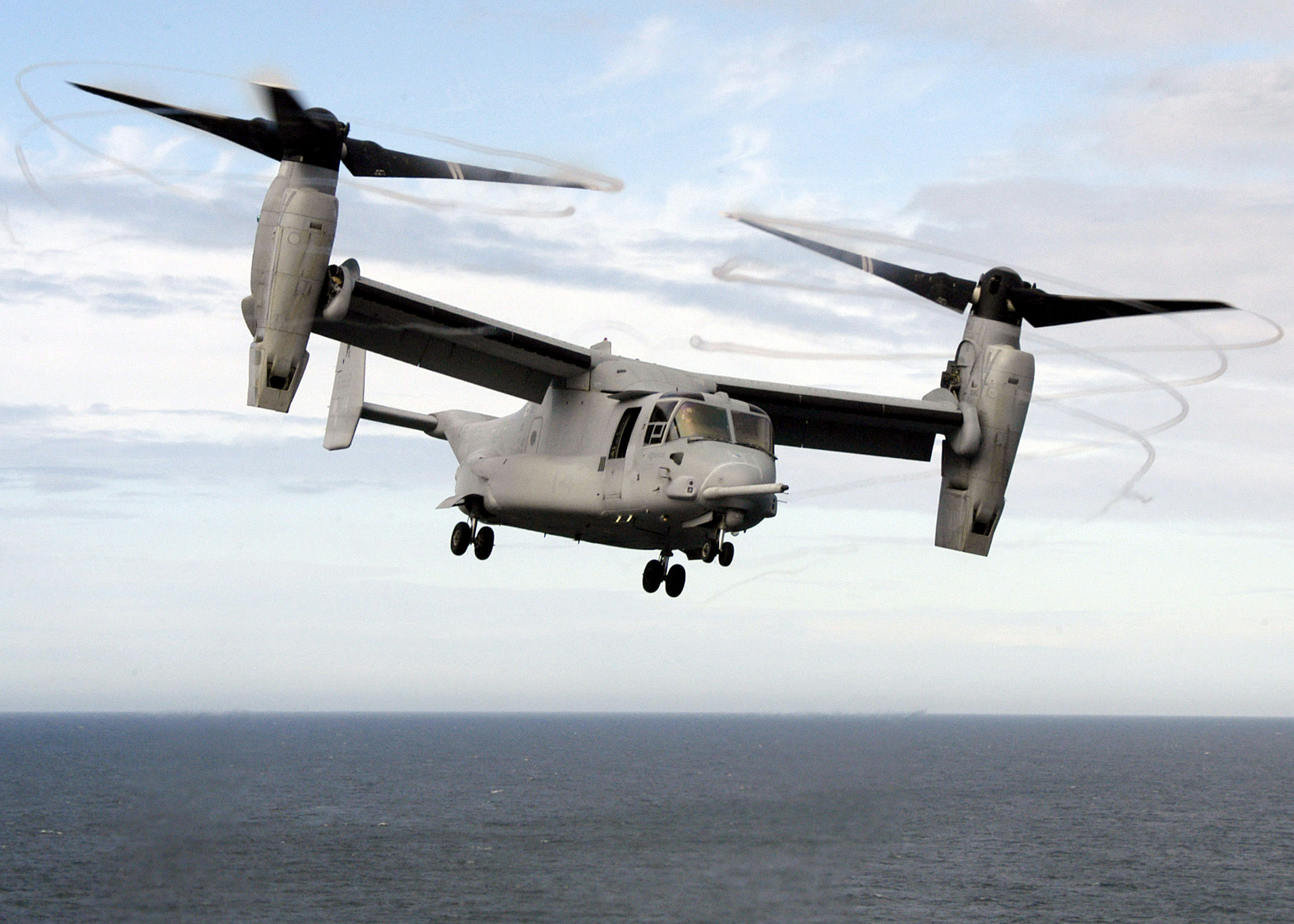
El tiltrotor MV-22 Osprey tiene una carga de disco relativamente alta, lo que produce vórtices visibles en las puntas de las palas por la condensación del aire marino en esta foto de un despegue vertical

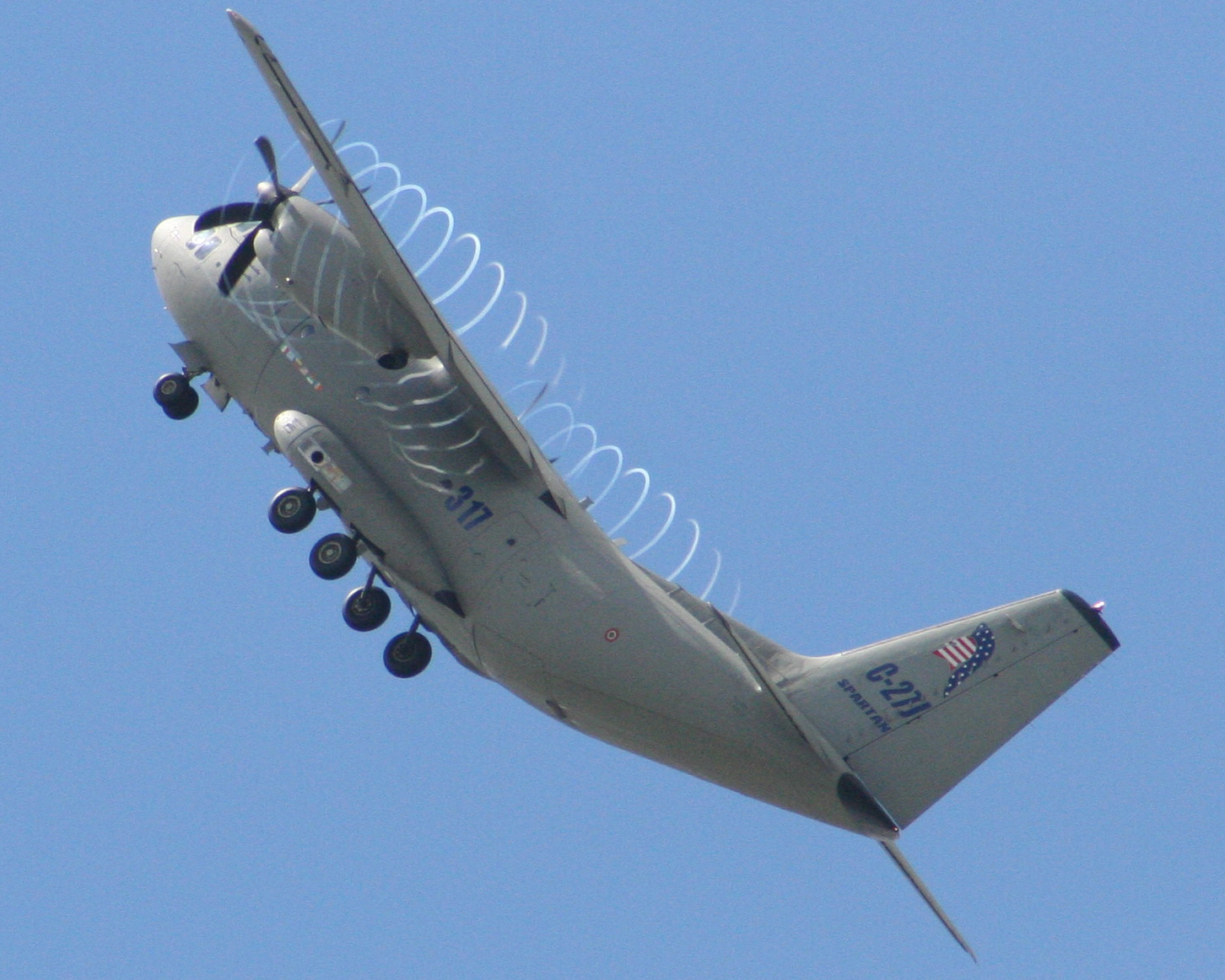
C-27J Spartan con condensación de vórtices en la punta de la hélice. El C-27J utiliza los mismos motores que el MV-22, pero tiene una mayor carga de disco.

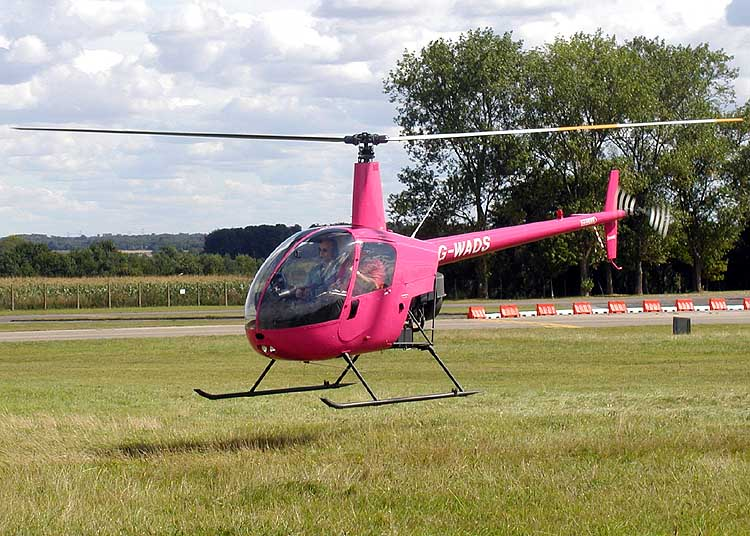
Impulsado por pistón Los helicópteros utilitarios ligeros como este Robinson R22 tienen una carga de disco del rotor principal relativamente baja.

En dinámica de fluidos, la carga del disco es el cambio medio de presión a través de un disco actuador, como un tornillo de aire. Los tornillos de aire con una carga de disco relativamente baja suelen denominarse rotores, incluidos los rotores principales y rotores de cola de los helicópteros. Las hélices (aviones) suelen tener una carga de disco más alta. El tiltrotor V-22 Osprey tiene una alta carga de disco en relación con un helicóptero en modo de vuelo estacionario, pero una carga de disco relativamente baja en modo ala fija en comparación con un avión turbohélice.

## Rotores
La carga del disco de un helicóptero en vuelo estacionario es la relación entre su peso y la superficie total del disco del rotor principal. Se determina dividiendo el peso total del helicóptero por la superficie del disco del rotor, que es la superficie barrida por las palas de un rotor. La superficie del disco se puede calcular utilizando la distancia de una pala del rotor como radio de un círculo y determinando a continuación la superficie que abarcan las palas durante una rotación completa. Cuando se maniobra un helicóptero, su carga de disco cambia. Cuanto mayor sea la carga, más potencia se necesitará para mantener la velocidad del rotor. Una baja carga del disco es un indicador directo de la alta eficiencia del empuje de sustentación.
Aumentar el peso de un helicóptero aumenta la carga del disco. Para un peso dado, un helicóptero con rotores más cortos tendrá una mayor carga de disco y requerirá más potencia del motor para mantenerse en vuelo estacionario. Una baja carga de disco mejora el rendimiento de la autorrotación (helicóptero) en aerogiros. Normalmente, un autogiro (o giroplano) tiene una carga de disco de rotor más baja que un helicóptero, lo que proporciona una velocidad de descenso más lenta en autorrotación.

## Hélices
En los motores alternativos y de hélice, la carga del disco puede definirse como la relación entre la velocidad inducida por la hélice y la velocidad de la corriente libre.[cita requerida] Una menor carga del disco aumentará la eficiencia, por lo que, desde el punto de vista de la eficiencia, es generalmente deseable tener hélices más grandes. La eficiencia máxima se reduce a medida que aumenta la carga del disco debido a la estela giratoria; el uso de hélices contrarrotativas puede aliviar este problema, permitiendo una alta eficiencia máxima incluso con una carga de disco relativamente alta.
El avión de ala fija Airbus A400M tendrá una carga de disco muy alta en sus hélices.

## Teoría
La «teoría del impulso» o «teoría del actuador de disco» describe un modelo matemático de un disco actuador ideal, desarrollado por W. J. M. Rankine (1865), Alfred George Greenhill (1888) y Robert Edmund Froude (1889). El rotor de helicóptero se modela como un disco infinitesimalmente delgado con un número infinito de palas que inducen un salto de presión constante sobre el área del disco y a lo largo del eje de rotación. Para un helicóptero que está flotando, la fuerza aerodinámica es vertical y equilibra exactamente el peso del helicóptero, sin fuerza lateral.
La fuerza descendente sobre el aire que fluye a través del rotor va acompañada de una fuerza ascendente sobre el disco del rotor del helicóptero. La fuerza descendente produce una aceleración descendente del aire, aumentando su energía cinética. Esta transferencia de energía del rotor al aire es la pérdida de potencia inducida del ala giratoria, que es análoga al arrastre inducido por sustentación de un avión de ala fija.
La conservación del momento lineal relaciona la velocidad inducida aguas abajo en el campo de estela lejano con el empuje del rotor por unidad de flujo másico. La conservación de la energía considera estos parámetros, así como la velocidad inducida en el disco del rotor. La conservación de la masa relaciona el flujo másico con la velocidad inducida. La teoría del momento aplicada a un helicóptero da la relación entre la pérdida de potencia inducida y el empuje del rotor, que puede utilizarse para analizar el rendimiento de la aeronave. No se tienen en cuenta la viscosidad y la compresibilidad del aire, las pérdidas por fricción y la rotación de la estela en la estela.

### Teoría del momento cinético
Para un disco actuador de área {\displaystyle A}, con velocidad inducida uniforme {\displaystyle v} en el disco del rotor, y con {\displaystyle \rho } como la densidad del aire, el caudal másico {\displaystyle {\dot {m}}} a través del área del disco es:
{\displaystyle {\dot {m}}=\rho \,A\,v.}
Por conservación de la masa, el caudal másico es constante a lo largo de la estela tanto aguas arriba como aguas abajo del disco (independientemente de la velocidad). Dado que el flujo muy aguas arriba de un helicóptero en vuelo estacionario nivelado está en reposo, la velocidad inicial, el momento y la energía son cero. Si la estela homogénea muy por debajo del disco tiene una velocidad {\displaystyle w}, por conservación del momento, el empuje total {\displaystyle T} desarrollado sobre el disco es igual a la tasa de cambio del momento, que suponiendo una velocidad inicial cero es:
{\displaystyle T={\dot {m}}\,w.}
Por conservación de la energía, el trabajo realizado por el rotor debe ser igual al cambio de energía en la estela:
{\displaystyle T\,v={\tfrac {1}{2}}\,{\dot {m}}\,{w^{2}}.}
Sustituyendo por {\displaystyle T} y eliminando términos, obtenemos:
{\displaystyle v={\tfrac {1}{2}}\,w.}
Así, la velocidad de la corriente de aire lejos de la parte inferior del disco es el doble de la velocidad en el disco, que es el mismo resultado que para un ala cargada elípticamente predicha por la Teoría de la línea de sustentación de Prandtl.

### Principio de Bernoulli
Para calcular la carga del disco utilizando el principio de Bernoulli, suponemos que la presión en la estela corriente abajo es igual a la presión inicial {\displaystyle p_{0}}, que es igual a la presión atmosférica. Desde el punto de partida hasta el disco tenemos:
{\displaystyle p_{0}=\,p_{1}+\ {\tfrac {1}{2}}\,\rho \,v^{2}.}
Entre el disco y la estela lejana, tenemos:
{\displaystyle p_{2}+\ {\tfrac {1}{2}}\,\rho \,v^{2}=\,p_{0}+\ {\tfrac {1}{2}}\,\rho \,w^{2}.}
Combinando ecuaciones, la carga del disco {\displaystyle T/\,A} is:
{\displaystyle {\frac {T}{A}}=p_{2}-\,p_{1}={\tfrac {1}{2}}\,\rho \,w^{2}}
La presión total en la estela lejana es:
{\displaystyle p_{0}+{\tfrac {1}{2}}\,\rho \,w^{2}=\,p_{0}+{\frac {T}{A}}.}
Así que el cambio de presión a través del disco es igual a la carga del disco. Por encima del disco, el cambio de presión es:
{\displaystyle p_{0}-{\tfrac {1}{2}}\,\rho \,v^{2}=\,p_{0}-\,{\tfrac {1}{4}}{\frac {T}{A}}.}
Debajo del disco, el cambio de presión es:
{\displaystyle p_{0}+{\tfrac {3}{2}}\,\rho \,v^{2}=\,p_{0}+\,{\tfrac {3}{4}}{\frac {T}{A}}.}
La presión a lo largo de la estela siempre disminuye aguas abajo, excepto por el salto de presión positiva a través del disco.

### Potencia requerida
Según la teoría del momento, el empuje es:
{\displaystyle T={\dot {m}}\,w={\dot {m}}\,(2v)=2\rho \,A\,v^{2}.}
La velocidad inducida es:
{\displaystyle v={\sqrt {{\frac {T}{A}}\cdot {\frac {1}{2\rho }}}}.}
Donde {\displaystyle T/A} es la carga del disco como antes, y la potencia {\displaystyle P} requerida en vuelo estacionario (en el caso ideal) es:
{\displaystyle P=Tv=T{\sqrt {{\frac {T}{A}}\cdot {\frac {1}{2\rho }}}}.}
Por lo tanto, la velocidad inducida puede expresarse como:
{\displaystyle v={\frac {P}{T}}=\left[{\frac {T}{P}}\right]^{-1}.}
Por lo tanto, la velocidad inducida es inversamente proporcional a la Relación potencia a peso {\displaystyle T/P}.

## Ejemplos

Correlación entre la carga del disco y la eficiencia de elevación en vuelo estacionario, para varios aviones VTOL(vertical teke-off land)

| Aeroplano             | Descripción                       | Max. peso bruto        | Area total del disco | Carga máxima del disco      |
| --------------------- | --------------------------------- | ---------------------- | -------------------- | --------------------------- |
| Robinson R22          | Helicóptero ligero de uso general | 1,370 lb (635 kg)      | 497 ft2 (46.2 m2)    | 2.6 lb/ft2 (14 kg/m2)       |
| Bell 206B3 JetRanger  | Helicóptero utilitario Turboshaft | 3,200 lb (1,451 kg)    | 872 ft2 (81.1 m2)    | 3.7 lb/ft2 (18 kg/m2)       |
| CH-47D Chinook        | Helicóptero rotor en tándem       | 50,000 lb (22,680 kg)  | 5,655 ft2 (526 m2)   | 8.8 lb/ft2 (43 kg/m2)       |
| Mil Mi-26             | helicóptero de transporte pesado  | 123,500 lb (56,000 kg) | 8,495 ft2 (789 m2)   | 14.5 lb/ft2 (71 kg/m2)      |
| CH-53E Super Stallion | Helicóptero de carga pesada       | 73,500 lb (33,300 kg)  | 4,900 ft2 (460 m2)   | 15 lb/ft2 (72 kg/m2)        |
| MV-22B Osprey         | Tiltrotor V/STOL                  | 60,500 lb (27,400 kg)  | 2,268 ft2 (211.4 m2) | 26.68 lb/ft2 (129.63 kg/m2) |